# 奥林巴斯PEN-F
奥林巴斯 PEN-F是一款于2016年推出的微4/3系统机型，承接了2013年推出的奥林巴斯 E-P5，成为数码PEN系列中新的旗舰。
外观设计上，向1963年推出的PEN F单反机型「致敬」。

## 概述
奥林巴斯在2013年推出E-P5后，一直没有见到对PEN数码的旗舰产品更新的计划。相比2011年推出E-P3，到2015年已超过前作两年的间隔期。而另外一方面，E-P Lite系列的数字序列从5、6一直更新到7，也逐步添加了WiFi控制，以及下放三轴防抖等功能。
微4/3系统的另外一位巨擘松下電器，则在旁轴造型的无反上发力，旗舰定位的GX7（2013年，迟于E-P5）、GX8（2015年），定位精确，表现出色，同时在保持军舰部平整造型条件下，实现了对电子取景器的内部集成，让实用性大大增加。
2016年发布的PEN-F，来得比预期稍晚，但也在此阶段发布机型基础上做出了改进。例如，启用在E-M5 MarkII上出现的自由度更高的侧翻屏幕，集成了电子取景器；以及相应地对热靴辅助接口进行调整，取消了之前的AP接口。整体外观上，向奥林巴斯60年代推出的 PEN F 系列致敬。

### 主要参数
- 20MP Live MOS 4/3规格传感器
- 最高1/8000秒快门速度 (电子快门最高可达1/16000秒)
- 五轴防抖（5-axis image stabilisation），可达5档稳定效果[2]
- ISO 100 – 25,600
- 高自由度，侧翻出屏幕，104万点，3寸触摸屏
- 内置WiFi，可提供智能设备上远程操控、图像传输和地理信息同步等功能
- 236万点电子取景器
- 50MP 高分辨率拍摄(High-res)模式

## 反响与评论
由于名称与外观对经典机型 PEN F 的致敬，相机评测网站对 PEN-F 相关文章采用了“History Repeating”（历史重现）的标题。而DC Watch的开发者采访中，也对PEN-F机型细部的设计和制造有较高评价。
PEN-F 受到诟病的一点，是高昂的定价策略。上市时$1199/￥8000的单机身价位，显得很没有性价比（上市同期，全画幅规格的索尼 ILCE-7系的A7M2差不多约￥9000）。